# Karabinek AN-94
Karabinek AN-94 (Автомат Никонова АН-94, Абакан) – rosyjski karabinek automatyczny. Produkowany przez Zakłady Mechaniczne w Iżewsku (Iżmasz).

## Historia konstrukcji
W 1949 r. do uzbrojenia Armii Radzieckiej wprowadzono karabinek AK zasilany nabojami 7,62 × 39 mm, a w latach 70 jego znacznie zmodernizowaną wersję – AK-74 na naboje 5,45 × 39 mm. Były to udane konstrukcje, ale nie pozbawione pewnych wad. Ich dużą niezawodność uzyskano stosując zamek i suwadło o dużej masie i silną sprężynę powrotną. Duża energia części ruchomych powodowała, że karabiny Kałasznikowa były bardzo niezawodne, ale przy strzelaniu seriami ruch zespołu ruchomego o dużej masie powodował, że broń dość silnie drgała, co zwiększało rozrzut.
Mając na względzie tę wadę, na początku lat 80 ogłoszono konkurs na nowy karabinek automatyczny o kryptonimie „Projekt Abakan”. Nowy karabinek miał nadal strzelać nabojem 5,45 × 39 mm, ale rozrzut pocisków przy strzelaniu seriami miał być 5–10 razy mniejszy niż w przypadku AK-74. Dodatkowo wymagano aby z nowym karabinkiem można było stosować akcesoria (bagnet, magazynki, granatnik podwieszany itp.) zaprojektowane dla AK-74.
W konkursie wzięła udział większość biur konstrukcyjnych ZSRR, zajmujących się bronią strzelecką. W celu zmniejszenia rozrzutu próbowano:
- opóźnić zjawisko odrzutu broni do momentu opuszczenia lufy przez pociski.
- zrównoważyć ruch zamka i suwadła ruchem poruszającej się w przeciwnym kierunku przeciwmasy.

W 1987 odbyły się próby prototypów, w wyniku których do dalszych prac skierowano:
- TKB-0146 (I. J. Stieczkina)
- TKB-0111 (G. A. Korobowa)
- ASM (G. Nikonowa)

W kilka miesięcy później odbyły się testy dopracowanych prototypów, spośród których za najlepszy uznano karabinek Nikonowa (jego cechą charakterystyczną było zastosowanie możliwości strzelania seriami 2 strzałowymi). W następnych latach trwały testy w jednostkach wojskowych i przygotowania do produkcji seryjnej. Oficjalna prezentacja nowego karabinku miała miejsce w 1993 r. wraz z decyzją o przyjęciu go na uzbrojenie jako AN-94.

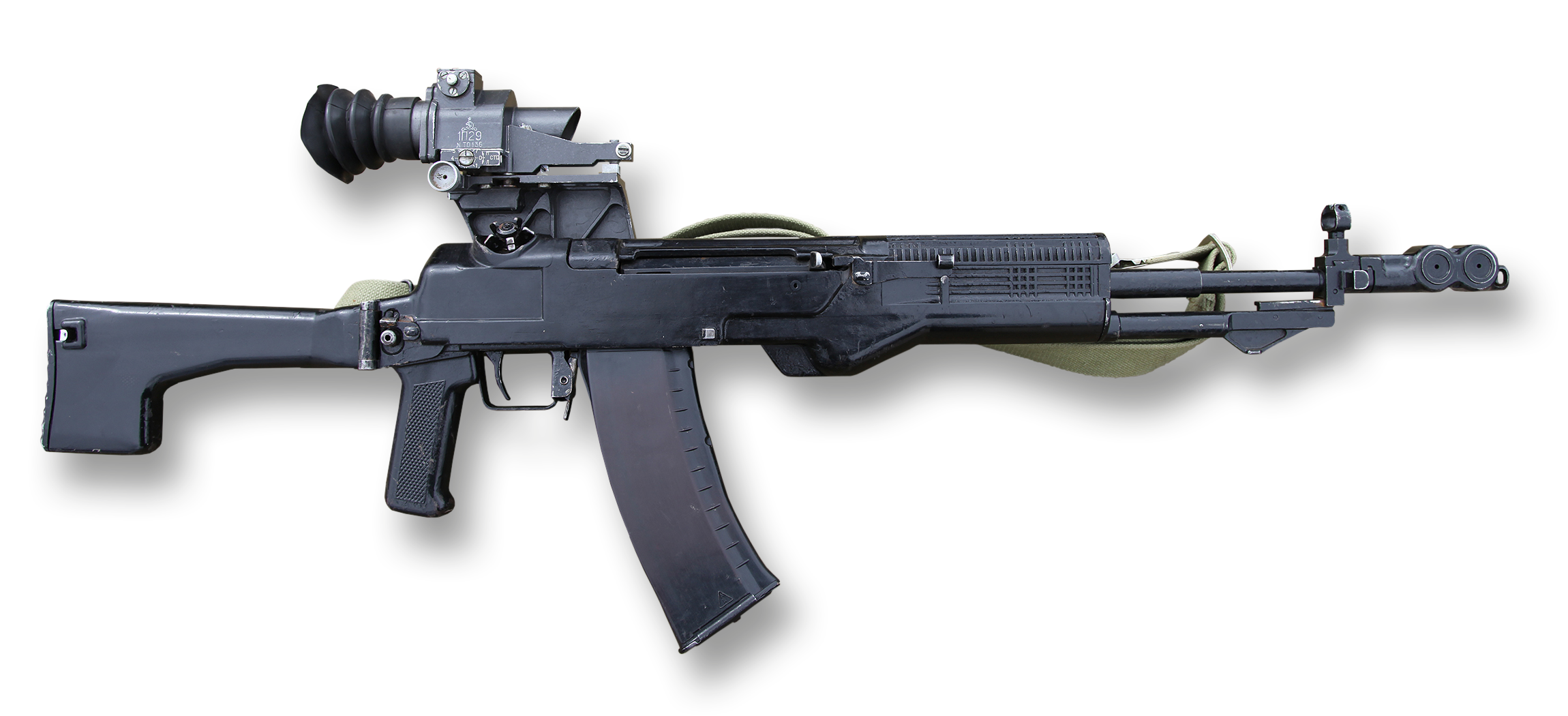
Prototyp karabinka AN-94 ze zmodernizowaną kolbą, znany pod oznaczeniem „LI-291” wyposażony w celownik USP-1 (1P29) „Tulipan”.

Pomimo tej decyzji karabinek był wprowadzany do uzbrojenia bardzo powoli, a jego zdjęcia pochodziły najczęściej z targów broni i pokazów dla prasy. Prawdopodobną przyczyną minimalnych zakupów AN-94 był fakt, że wydawał się on ślepą uliczką w rozwoju karabinków automatycznych. Co prawda udało się zmniejszyć rozrzut pocisków w serii dwustrzałowej, ale w warunkach bojowych podstawową przyczyną braku trafień stanowią w większym stopniu błędy celowania niż sam rozrzut. Dlatego nowsze konstrukcje, takie jak G36 czy FN F2000, są pod względem budowy dość konwencjonalne. Nową jakość tworzą natomiast zastosowane w nich celowniki optyczne czy kolimatorowe. Pewną wadą AN-94 był również przełącznik rodzaju ognia. Pozycja dwustrzałowej serii umieszczona została pomiędzy ogniem ciągłym i pojedynczym, przez co w sytuacjach stresowych zazwyczaj pozostawała nieużywana, ponieważ ustawienie przełącznika w takiej pozycji wymagało skupienia. Kolejną wadą AN-94 była kolba, która po złożeniu zasłaniała język spustowy co uniemożliwiało prowadzenie ognia i co za tym idzie, ograniczało przydatność broni w ciasnych przestrzeniach (z czasem zmieniono kształt kolby eliminując tą wadę).
Ostatecznie produkcję AN-94 zakończono w 2006 r., a zamiast niego podstawowym karabinkiem automatycznym armii rosyjskiej został AK-74M (zmodernizowany AK-74).

## Opis konstrukcji
Karabinek AN-94 jest indywidualną bronią samoczynno-samopowtarzalną. Zasada działania oparta na wykorzystaniu energii gazów prochowych odprowadzanych przez boczny otwór w lufie. Zamek ryglowany przez obrót. W celu opóźnienia zadziałania odrzutu broni na strzelca zastosowano układ składający się z ruchomej lufy, zamka i suwadła. Przy strzelaniu seriami dwustrzałowymi po odpaleniu pierwszego pocisku zespół zamek-suwadło i lufa zaczynają poruszać się do tyłu, następuje odryglowanie zamka, ekstrakcja łuski. W tym czasie specjalny popychacz napędzany przekładnią linową wypycha drugi nabój z magazynka przed zamek, następuje zaryglowanie zamka i drugi strzał. Dopiero wtedy mechanizmy docierają do skrajnego, tylnego położenia i strzelec odczuwa odrzut. Dzięki takiemu działaniu znacznie zmniejsza się rozrzut, ale tylko w serii dwustrzałowej. Przy strzelaniu ogniem ciągłym łączna masa całego zespołu ruchomego (zamek, suwadło i lufa) musi powodować duże przemieszczenia środka ciężkości broni i w rezultacie zwiększać rozrzut. Przełącznik rodzaju ognia ma postać suwaka nad chwytem pistoletowym (ustawienia: ogień pojedynczy, seria dwustrzałowa, ogień ciągły). Osobny bezpiecznik w postaci kołka umieszczonego w miejscu połączenia kabłąka spustowego z komorą zamkową. Zasilanie z łukowych magazynków 30-nabojowych (takie samo jak w karabinku AK-74). Lufa zakończona wielofunkcyjnym urządzeniem wylotowym. Możliwość mocowania bagnetu na podstawie umieszczonej z prawej strony urządzenia wylotowego. Mechaniczne przyrządy składają się z muszki w osłonie pierścieniowej i celownika przeziernikowego. Z lewej strony broni standardowa rosyjska szyna do montażu celowników optycznych. Kolba z tworzywa sztucznego składana na prawą stronę broni, początkowo klasyczna, później o kształcie jak w karabinie maszynowym RPK (pierwotna wersja uniemożliwiała strzelanie podczas złożenia).